# قائمة عارضات غلاف مجلة الرياضية المصورة إصدار ملابس السباحة
قائمة عارضات غلاف مجلة عدد ملابس سباحة الرياضية المصورة تتضمن تاريخ الزمني لعارضات اللاتي ظهرن على غلاف لإصدار ملابس السباحة الرياضية المصورة، بدأت إصدار ملابس السباحة الرياضية المصورة من عدد من مجلة سبورتس اليستريتد التي تم إنشاؤها فقط لملء المساحة بشكل خلاق في وقت من العام بإضافة القليل من الأخبار الرياضية في امتياز تسويقي كبير يتضمن إصدارًا خاصًا منفصلاً، وموقعًا على الويب، وعروض تليفزيونية خاصة، وتقويمات، الكتب وكميات هائلة من الإعلانات.
بدأ الأمر كصورة سيدات في ثوب السباحة وأصبح قضية أزياء ملابس سباحة ترتديه أفضل الموديلات في العالم من جميع المقاسات بدون تحيز.

## قائمة عارضات غلاف المجلة
| إصدار         | الاسم (ظهور) | الجنسية | الملاحظات |
| ------------- | --- | --- | --- |
| 1964-01-20    | بابيت مارش | ألمانيا | |
| 1965-01-18    | سو بيترسون | الولايات المتحدة                                                                                                  | |
| 1966-01-17    | سوني بيبس | الولايات المتحدة                                                                                                  | |
| 1967-01-16    | مارلين تندال | الولايات المتحدة                                                                                                  | |
| 1968-01-15    | توريا ماو | فرنسا | |
| 1969-01-13    | جيمي بيكر | الولايات المتحدة                                                                                                  | |
| 1970-01-12    | شيريل تيغس | الولايات المتحدة                                                                                                  | |
| 1971-02-01    | تانيا روبيانو | الولايات المتحدة                                                                                                  | |
| 1972-01-17    | شيلا روسكو | الولايات المتحدة                                                                                                  | |
| 1973-01-29    | ديل هادون | كندا | |
| 1974-01-28    | آن سيمونتون | الولايات المتحدة                                                                                                  | |
| 1975-01-27    | شيريل تيغس (2) | الولايات المتحدة                                                                                                  | أول عارضة تظهر للمرة الثانية على غلاف المجلة                                                                                     |
| 1976-01-19    | إيفيت سيلفاندر إيفون سيلفاندر | السويد · السويد                                                                                                   | أول غلاف يظهر فيه ثنائي |
| 1977-01-24    | لينا كانسبود | السويد | |
| 1978-01-16    | ماريا جواو | البرازيل | أكثر عدد تسبب في إلغاء الاشتراك حيث تم إلغاء أكثر من (340) اشتراكًا, أكثر رسائل وصلت المتعلقة غلاف وصل في مجملها إلى (2947) رسالة |
| 1979-02-05    | كريستي برينكلي | الولايات المتحدة                                                                                                  | |
| 1980-02-04    | كريستي برينكلي (2) | الولايات المتحدة                                                                                                  | |
| 1981-02-09    | كريستي برينكلي (3) | الولايات المتحدة                                                                                                  | أول عارضة تظهر ثلاث مرات على غلاف المجلة                                                                                         |
| 1982-02-08    | كارول ألت | الولايات المتحدة                                                                                                  | |
| 1983-02-14    | شيريل تيغس (3) | الولايات المتحدة                                                                                                  | |
| 1984-02-13    | بولينا بوريزكوفا | تشيكوسلوفاكيا | أصغر عارضة لإصدار ملابس السباحة في سن 18                                                                                         |
| 1985-02-11    | بولينا بوريزكوفا (2) | تشيكوسلوفاكيا | |
| 1986-02-10    | إيل ماكفيرسون | أستراليا | |
| 1987-02-09    | إيل ماكفيرسون (2) | أستراليا | |
| 1988-02-15    | إيل ماكفيرسون (3) | أستراليا | |
| 1989-02-07    | كاثي أيرلند | الولايات المتحدة                                                                                                  | أفضل إصدار ملابس السباحة مبيعاً, الذكرى السنوية الخامسة والعشرين                                                                  |
| 1990-02-12    | جوديت ماسكو | إسبانيا | |
| 1991-02-11    | أشلي ريتشاردسون | الولايات المتحدة                                                                                                  | |
| 1992-03-09    | كاثي أيرلند (2) | الولايات المتحدة                                                                                                  | |
| 1993-02-22    | فينديلا كيرسيبوم | السويد | |
| 1994-02-14    | راشيل هنتر كاثي أيرلند (3) إيل ماكفيرسون (4) | نيوزيلندا · الولايات المتحدة · أستراليا                                                                           | عارضات غلاف حوامل (هنتر وأيرلندا) ، أول عارضة غلاف تظهر لأربع مرات (ماكفيرسون)                                                   |
| 1995-02-20    | دانييلا بيشتوفا | جمهورية التشيك | |
| 1996-01-29    | فاليريا ماتزا تايرا بانكس | الأرجنتين · الولايات المتحدة                                                                                      | أول عارضة أزياء أميركية أفارقة تظهر على غلاف قضية ملابس السباحة.                                                                 |
| 1997-02-21    | تايرا بانكس (2) | الولايات المتحدة                                                                                                  | أول قضية خاصة مكرسة, أول نموذج غطاء منفرد من أصل أفريقي.                                                                         |
| 1998-02-20    | هايدي كلوم | ألمانيا | |
| 1999-02-12    | ريبيكا رومين | الولايات المتحدة                                                                                                  | |
| 2000-02-01    | دانييلا بيشتوفا (2) | جمهورية التشيك | |
| 2001-02-01    | إلسا بينيتيز | المكسيك | |
| 2002-02-01    | ياميلا دياز | الأرجنتين | |
| 2003-02-18    | بترا نيمتسوفا | جمهورية التشيك | |
| 2004-02-10    | فيرونيكا فاريكوفا أضاف إلى آنا كورنيكوفا | جمهورية التشيك · روسيا                                                                                            | الذكرى السنوية الأربعين |
| 2005-02-15    | كارولين ميرفي أضاف إلى جيسيكا وايت، ماريسا ميلر، ياميلا دياز | الولايات المتحدة · الولايات المتحدة, الولايات المتحدة, الأرجنتين                                                  | |
| 2006-02-17    | فيرونيكا فاريكوفا (2) راشيل هنتر (2) ريبيكا رومين (2) إيل ماكفيرسون (5) دانييلا بيشتوفا (3) إلسا بينيتيز (2) كارولين ميرفي (2) ياميلا دياز (2) أضاف إلى هايدي كلوم، ماريا شارابوفا | التشيك · نيوزيلندا · الولايات المتحدة · أستراليا التشيك · المكسيك · الولايات المتحدة · الأرجنتين · ألمانيا، روسيا | خامس ظهور لماكفرسون على غلاف مجلة                                                                                                |
| 2007-02-15    | بيونسيه أضاف إلىبار رفائيلي | الولايات المتحدة · إسرائيل                                                                                        | بيونسيه أول شخصية ليست عارضة أزياء / وأول شخصية غير رياضية غير رياضية تظهر على غلاف المجلة                                       |
| 2008-02-12    | ماريسا ميلر | الولايات المتحدة                                                                                                  | |
| 2009-02-10    | بار رفائيلي أضاف إلى بروكلين ديكر | إسرائيل · الولايات المتحدة                                                                                        | |
| 2010-02-12    | بروكلين ديكر | الولايات المتحدة                                                                                                  | |
| 2011-02-15    | إيرينا شايك أضاف إلى كيت ابتون | روسيا · الولايات المتحدة                                                                                          | |
| 2012-02-14    | كيت ابتون أضاف إلى أليكس مورغان | الولايات المتحدة · الولايات المتحدة                                                                               | |
| 2013-02-15    | كيت ابتون (2) أضاف إلى هانا جيتر | الولايات المتحدة · الولايات المتحدة                                                                               | |
| 2014-02-18    | نينا أكدال ليلى ألدريدج كريسي تيغن ظهر الغلاف المقلوب كيت ابتون | الدنمارك · الولايات المتحدة · الولايات المتحدة · الولايات المتحدة                                                 | الذكرى السنوية الخمسين |
| 2015-02-20    | هانا جيتر | الولايات المتحدة                                                                                                  | |
| 2016-02-23    | روندا روزي آشلي غراهام هيلي كلاوسون | الولايات المتحدة · الولايات المتحدة · الولايات المتحدة                                                            | العدد الأول مع أغطية غلاف أمامية متعددة                                                                                          |
| 2017-02-20    | كيت ابتون (3) | الولايات المتحدة                                                                                                  | أول عدد لموديل بأغطية أمامية متعددة                                                                                              |
| 2018-02-19    | دانيال هارينغتون | الولايات المتحدة                                                                                                  | |
| 2019-05-13    | تايرا بانكس (3) كاميل كوستيك أليكس مورغان | الولايات المتحدة · الولايات المتحدة · الولايات المتحدة                                                            | |
| 2020-07-13    | كيت بوك ياسمين ساندرز اوليفيا كالبو | كندا · ألمانيا/ الولايات المتحدة · الولايات المتحدة                                                               | |
| 19 يوليو 2021 | ميجان ذا ستاليون نعومي أوساكا لينا بلوم | | |
| 2022-05-19    | كيم كارداشيان سيارا ماي مسك يومي نو | | مسك هو أقدم عارضة ظهر على الإطلاق على الغلاف.                                                                                    |